# Atheris
Az Atheris a bokorviperák néven ismert viperák nemzetsége. Csak a szubszaharai trópusi Afrikában találhatók meg (kivéve Dél-Afrikát), és sok faj elszigetelt és széttöredezett elterjedési területe az esőerdőkhöz való bezártságuk miatt. Mint minden más vipera, ezek is mérgezőek. A konvergens evolúció példájaként sok hasonlóságot mutatnak Ázsia és Dél-Amerika fán élő gödörviperáival. A Le conservatoire de KENNEL szerint jelenleg tizennyolc Atheris-faj ismert.
Viszonylag kis méretűek, a kifejlett egyed teljes hossza (test + farok) az Atheris katangensis esetében 55 cm-től a legfeljebb 78 cm-ig terjed az Atheris squamigera esetében.
Minden fajnak széles, háromszög alakú feje van, amely elkülönül a nyaktól. A canthus is jól megkülönböztethető, és az orra széles. A koronát apró imbrikát vagy sima pikkelyek borítják, amelyek egyike sem megnagyobbodott. A szemek viszonylag nagyok, ellipszis alakú pupillákkal. A szemeket a supralabiálisoktól 1-3 pikkelysor, az orrtól 2-3 pikkely választja el.
A test karcsú, elkeskenyedő, kissé összenyomott. A háti pikkelyek egymást átfedőek, erősen karcoltak és csúcsi gödrökkel rendelkeznek. Oldalt ezek kisebbek, mint a középső részek. A test közepén 14-36 sor háti pikkely található. 133-175 lekerekített hasi pikkely van. A subcaudalis pikkelyek egyszeresek és 38-67. A farok erősen tapadó, és egy ágra vagy gallyra függesztve megtámasztja a testet.
E nemzetség tagjai sokféle színben és mintában találhatók, gyakran egyetlen fajon belül. Az Atheris ceratophora és az Atheris squamigera különösen változó.